# Letramento crítico

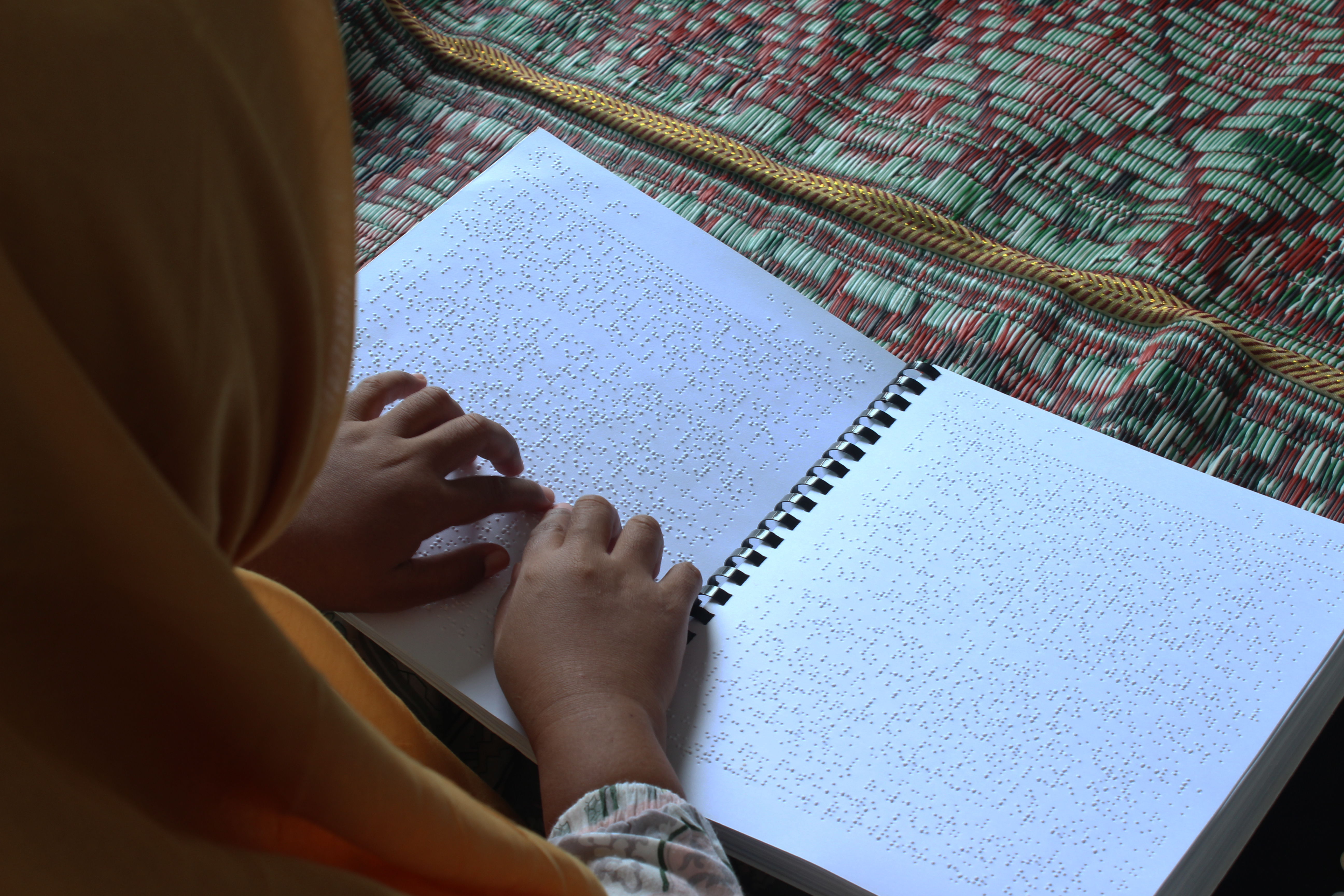

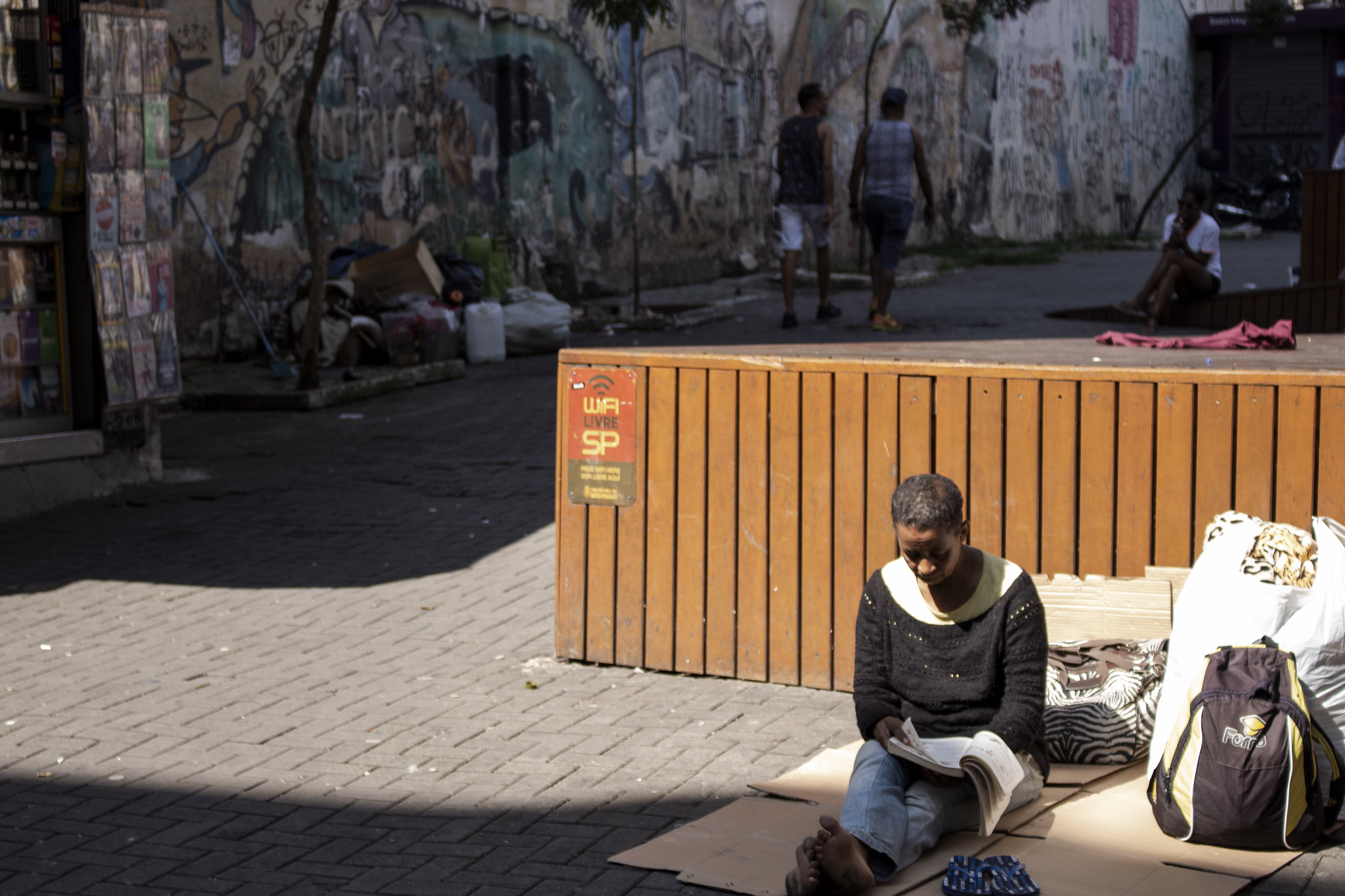

O Letramento Crítico (LC) é compreendido como o uso social de leitura e escrita que propõe o questionamento de estruturas hegemônicas e relações de poder dominantes na sociedade. É possível dizer que o LC se debruça sobre o processo de construção de autonomia dos indivíduos leitores/escritores e almeja, sobretudo, a emancipação sócio-política dos sujeitos através das atividades de leitura e escrita.
Letramento Crítico, segundo Lankshear e McLaren (1993), são as formas com as quais concepções e práticas sociais de leitura e escrita reais e possíveis capacitam sujeitos a engajar-se em e entender políticas da vida cotidiana na procura por uma ordem social mais verdadeiramente democrática. Conforme Baptista, a perspectiva do LC sugere a avaliação dos discursos socialmente produzidos, a contextualização dos sentidos e a mobilização dos indivíduos para realizarem escolhas. 

## Letramentos e Letramento Crítico
Dentro do campo de letramentos, especialmente a partir da década de 90, outros estudos da área têm despontado, como, por exemplo: letramento digital, letramento de sobrevivência, letramento de reexistência, letramento científico, letramento escolar, etc. Dentre os novos estudos sobre letramento(s), surge a concepção de Letramento Crítico. Esse conceito coaduna, dentro da área de estudos linguísticos, com a vertente mais recente da Linguística Aplicada, denominada Linguística Aplicada Crítica (LAC). A LAC busca, segundo Moita Lopes e Fabrício, estudar as relações existentes entre a linguagem e a vida social, se propondo a abrir mão de convicções epistemológicas na busca pelo enfrentamento de diversos acasos que compõem a vida social, tendo como prioridade discutir problemas sociais sob o ponto de vista de sujeitos sociais que são, de alguma forma, marginalizados, tais como: indígenas, comunidade LGBTQIAP+, mulheres, negros, refugiados, etc.
Logo, sabendo que os letramentos se associam à vida social, à interação entre pessoas, às disputas hegemônicas e às questões ideológicas, dentro da noção de letramentos diversos habita, consequentemente, uma preocupação com práticas de letramentos que visem à diversidade cultural, à mudança social, à igualdade econômica e à emancipação política. Nesse sentido, o Letramento Crítico (LC) irrompe com o intuito de empoderar os indivíduos, equipando-os com um aparato analítico-crítico para ajudá-los a refletir sobre práticas e experiências com a linguagem, as suas próprias e as dos outros, em instituições das quais fazem parte e na sociedade em que vivem como um todo.
Tilio  ressalta a preocupação existente com práticas de letramentos que visem à diversidade cultural, à mudança social, à igualdade econômica e à emancipação política. Além disso, Zoghbi  destaca a importância de se contemplar as perspectivas de classes desfavorecidas, questionando as naturalizações impostas por entidades sócio-historicamente dominantes. 